# Estaleiro naval

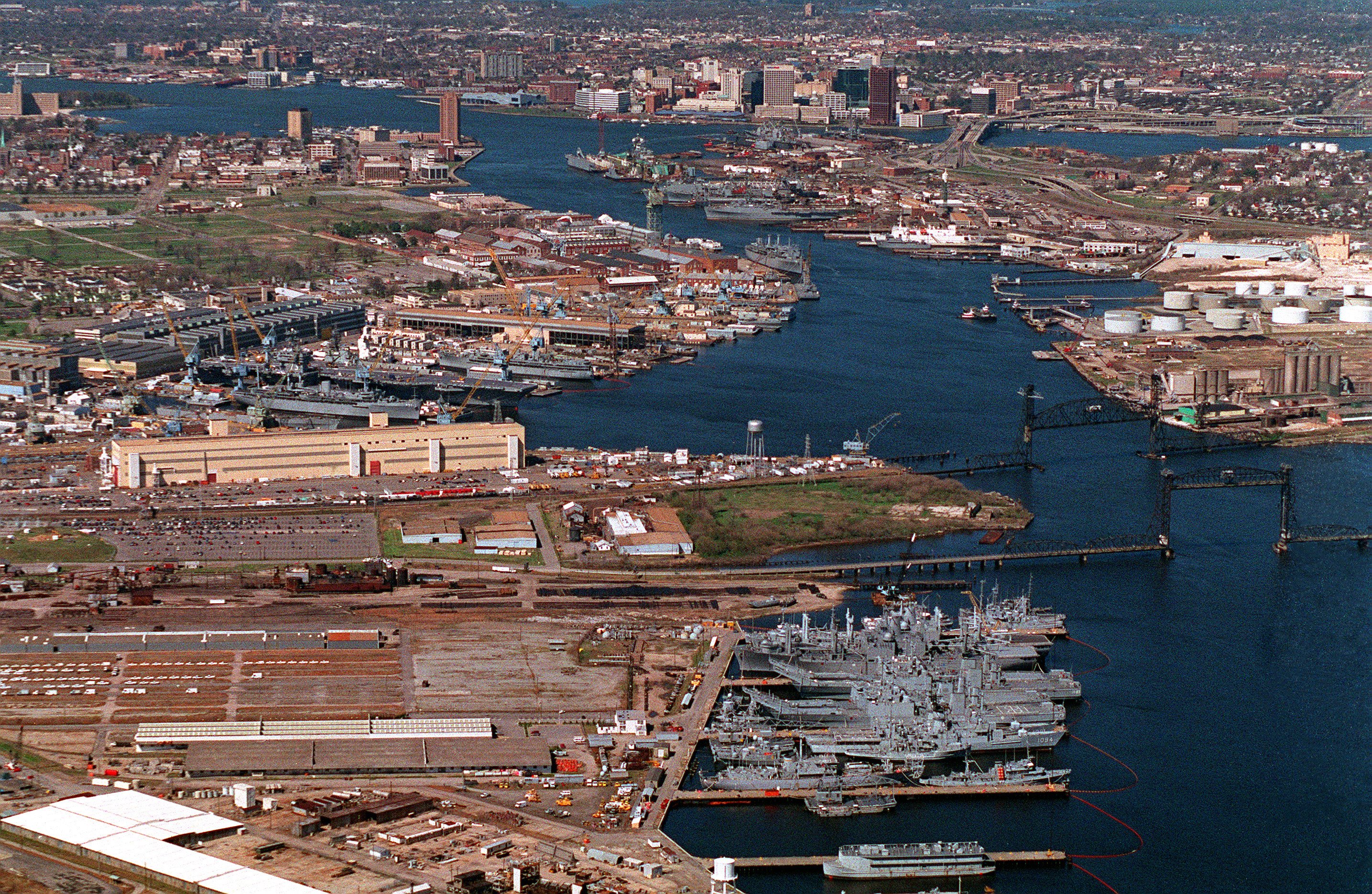
Norfolk Naval Shipyard nos Estados Unidos

Estaleiro é considerado o lugar onde se constroem ou reparam navios ou, ainda, o lugar e o conjunto de meios utilizados na execução de uma obra de construção.
Um estaleiro naval é considerado o local onde se constroem, guardam e se desenvolvem grandes reparações em embarcações ou seus derivados, para todos os fins, militares, transporte, polícia, lazer, pesca, como por exemplo, quando se quer "aumentar o tamanho de um navio" (transformando-o como se costuma dizer, numa quase-nave), divide-se então, ao meio o dito - navio e "se - reconstrói", com a "ampliação - do - meio", naturalmente, que depois de muito Cálculo e Matemática, de "exames - em - protótipos e/ou modelos", se o Projeto é viável ou não.
"Em sentido lato, estaleiro pode definir-se como o conjunto de meios (humanos, materiais e técnicos) necessários à execução de uma obra"; de forma mais restrita, "estaleiro (também designado por estaleiro temporário ou móvel) é o espaço físico onde são implantadas as infraestruturas provisórias, as instalações fixas de apoio à execução de uma obra, e onde operam os equipamentos, meios humanos e técnicos necessários à concretização dos trabalhos a ela associados".

## Estaleiro naval

### História
A ação de consertar e construir embarcações é de fato incerta e provavelmente surgiu já com a primeira embarcação construída pelo homem. A arqueologia diz que a mais antiga foi construída por volta de 2 400 a.C. em Lotal na Índia. Foi o porto da cidade de Lotal.

### Estaleiros em Portugal
A construção naval esteve na base da expansão de Portugal no mundo nos séculos XV e XVI. O antigo estaleiro da Ribeira das Naus foi um dos mais importantes dessa época.
No século XX surgiram os modernos estaleiros portugueses ligados à construção e reparação naval, como por exemplo os estaleiros da Lisnave e de Viana do Castelo.

### Estaleiros no Brasil

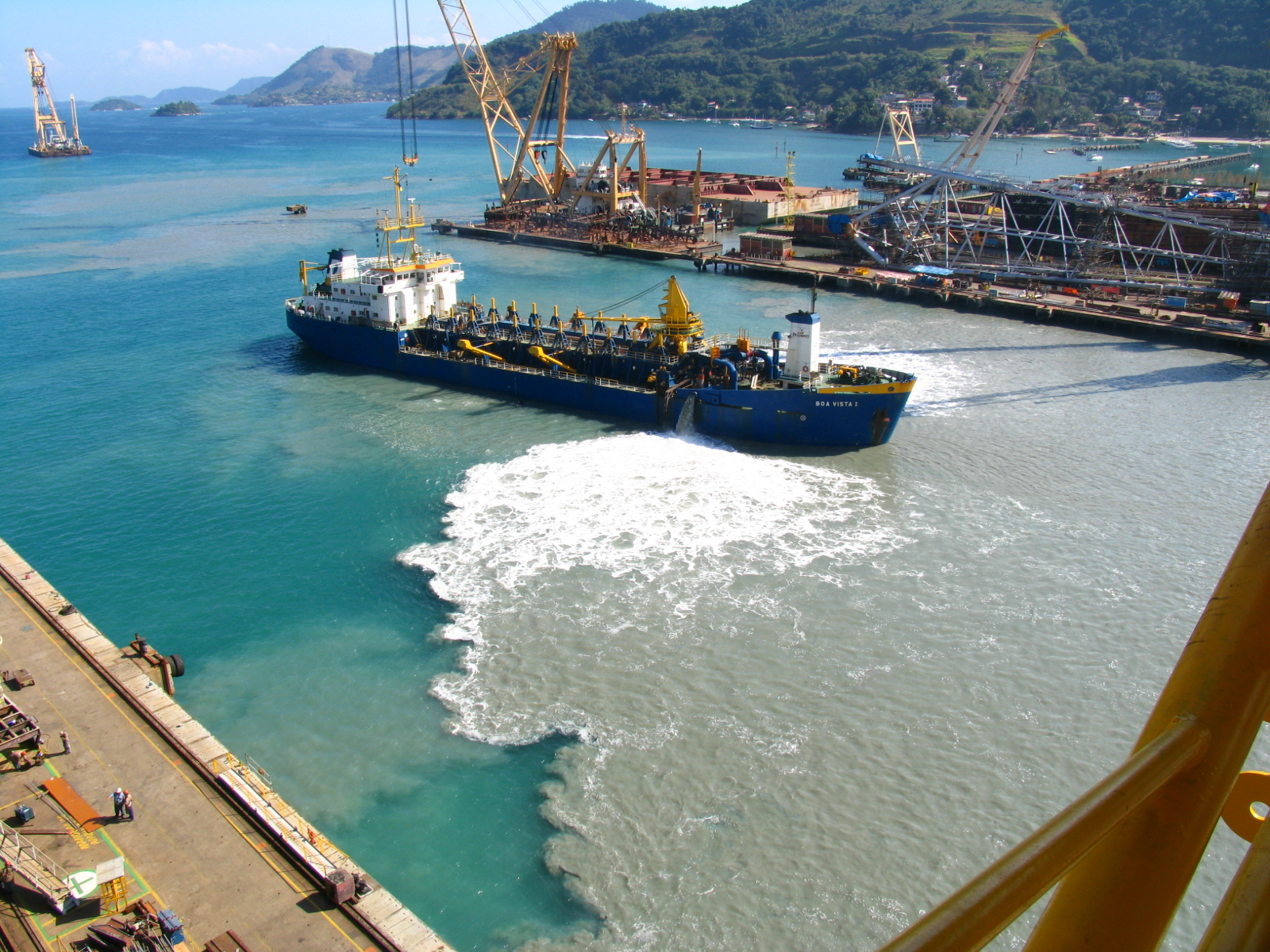
Estaleiro de Brasfels no Rio de Janeiro

O primeiro estaleiro brasileiro foi construído pelo Barão de Mauá em Niterói, quando o então governo brasileiro fez um empréstimo, a ser pago em onze anos em 1846 para tal finalidade. Teve seu primeiro navio construído em 1850. Até 1961 já havia construído 72 navios (metade militar e metade civil).
Após essa empreitada inicial só em 1950 é que o Brasil realiza mais incentivos através do Governo de Kubitschek. Foi criado o Fundo da Marinha Mercante (FMM). Com esse fundo, o Brasil alcançava em 1972 o segundo parque industrial de navios mercantes do mundo perdendo apenas para o Japão. O Brasil não possuía exportações mundiais como o Japão e dependia exclusivamente das encomendas internas e as dos militares. Sendo assim acaba saído do cenário mundial. Até hoje os estaleiros brasileiros dependem exclusivamente do FMM e de um tributo específico intitulado Adicional de Frete da Renovação da Marinha Mercante (AFRMM), cobrado sobre os fretes em águas nacionais.

### Estaleiros na Ásia
Em um período pouco maior que 10 anos os japoneses assumiram o primeiro lugar no cenário mundial de estaleiros desbancando a tradicional Marinha Inglesa. Fato esse que se caracteriza até os dias de hoje. O período da evolução japonesa foi logo após a Segunda Guerra Mundial entre 1945/1956. Já a Coreia do Sul teve seu grande crescimento no período de 1980/1987 onde sua participação mundial saltou de oito por cento para quase trinta por cento. Por sua vez a China teve seu rápido crescimento a assumiu a liderança mundial em números de navios construídos e de faturamento após a abertura do mercado chinês para o mundo. Atualmente a Ásia ocupa a liderança mundial no segmento de estaleiros sendo o Japão, China, Coreia do Sul os principais fornecedores mundiais.

### Liderança em construção de navios
- Antes de 1946: Reino Unido
- 1946/1955: França/Itália/Espanha (Europa Ocidental)
- 1956/1973: Japão (Brasil ocupava a segunda posição).
- 1974/1989: Coreia do Sul
- 1990/2007: República Popular da China